# Persecución al límite
Autobahn (Collide) (en España Persecución al límite) es una película germano-estadounidense de acción dirigida por Eran Creevy y escrita por Eran Creevy y F. Scott Frazier. El film es protagonizado por Nicholas Hoult, Felicity Jones, Marwan Kenzari, Ben Kingsley y Anthony Hopkins. Se estrenó en Alemania el 28 de julio de 2016, y en Estados Unidos el 3 de febrero de 2017 por Open Road Films.

## Sinopsis
Casey (Nicholas Hoult) se ha enamorado de Juliette (Felicity Jones). Cuando a Juliette le diagnostican una enfermedad mortal, Casey elabora un plan para robarle a Hagen (Anthony Hopkins), un peligroso criminal, y poder pagar el tratamiento médico que salvaría la vida de Juliette. El plan de Casey, sin embargo, no sale como él espera. Tendrá que emprender una huida en coche por toda Alemania para salvar su vida y llegar a Juliette antes de que los hombres de Hagen la encuentren primero.

## Reparto
- Nicholas Hoult como Casey.
- Felicity Jones como Juliette.
- Anthony Hopkins como Hagen Kahl.
- Ben Kingsley como Geran.
- Clemens Schick como Mirko.
- Erdal Yildiz
- Michael Epp como Karl.
- Aleksandar Jovanovic como Jonas.
- Markus Klauk como Talaz.

## Producción
El 15 de mayo de 2013 Zac Efron y Amber Heard se unieron al elenco para posteriormente abandonarlo. El 1 de mayo de 2014 Nicholas Hoult, Ben Kingsley, Felicity Jones y Anthony Hopkins fueron incluidos al reparto. La fotografía principal comenzó el 5 de mayo de 2014. El 3 de noviembre de 2014 Relativity Media adquirió la cinta.